# La Résie-Saint-Martin
La Résie-Saint-Martin är en kommun i departementet Haute-Saône i regionen Bourgogne-Franche-Comté i östra Frankrike. Kommunen ligger i kantonen Pesmes som tillhör arrondissementet Vesoul. År 2022 hade La Résie-Saint-Martin 172 invånare.

## Befolkningsutveckling
Antalet invånare i kommunen La Résie-Saint-Martin
| Referens: INSEE |